# Parafia św. Jerzego w Swojatyczach
Parafia św. Jerzego w Swojatyczach – rzymskokatolicka parafia znajdująca się w diecezji pińskiej, w dekanacie lachowickim, na Białorusi.

## Historia
Obecny kościół powstał w 1825. W wyniku represji po powstaniu styczniowym władze carskie zamieniły kościół na cerkiew. W dwudziestoleciu międzywojennym przywrócona parafia leżała w diecezji pińskiej, dekanacie Stołowicze.
W 1942 proboszcz Swojatycz ks. Wincenty Studziński został umieszczony w obozie koncentracyjnym w Kołdyczewie, a następnie rozstrzelany przez Niemców i białoruskich kolaborantów.